# 1765
| [ Edytuj tabelę ]              | |
| Król Polski                    | - 1764 Stanisław August Poniatowski 1795 |
| Emir Afganistanu               | - 1747 Ahmed Szah Abdali (padyszach) 1772 |
| Współksiążęta Andory           | - 1763 Francesc Fernández de Xátiva y Contreras 1771 - 1715 Ludwik XV 1774                                                                                 |
| Elektor Bawarii                | - 1745 Maksymilian III Józef 1777 |
| Sułtan Brunei                  | - 1762 Omar Ali Saifuddin I 1795 |
| Cesarz Chin                    | - 1735 Qianlong 1796 |
| Król Czech                     | - 1743 Maria Teresa 1780 |
| Król Danii                     | - 1746 Fryderyk V 1766 |
| Dalajlama                      | - 1758 Jamphel Gjaco 1804 |
| Cesarz Etiopii                 | - 1755 Joas I 1769 |
| Król Francji                   | - 1715 Ludwik XV 1774 |
| Król Gruzji                    | - 1762 Herakliusz II 1798 |
| Król Hiszpanii                 | - 1759 Karol III 1788 |
| Landgraf Hesji-Kassel          | - 1760 Fryderyk II Heski 1785 |
| Stadhouder Holandii            | - 1751 Wilhelm V Orański 1795 |
| Szach Iranu                    | - 1750 Karim Chan 1779 |
| Państwo Wielkich Mogołów       | - 1759 Shah Alam II 1806 |
| Król Irlandii                  | - 1760 Jerzy III Hanowerski 1820 |
| Cesarz Japonii                 | - 1762 Go-Sakuramachi 1770 |
| Kalif                          | - 1757 Mustafa III 1773 |
| Patriarcha Konstantynopola     | - 1763 Samuel I Chaceres 1768 |
| Władca Korei                   | - 1724 Yŏngjo 1776 |
| Książę Kurlandii i Semigalii   | - 1763 Ernest Jan Biron 1769 |
| Emir Kuwejtu                   | - 1762 Abd Allah I 1814 |
| Książę Liechtensteinu          | - 1748 Józef Wacław 1772 |
| Sułtan Maroka                  | - 1757 Muhammad III 1790 |
| Książę Monako                  | - 1733 Honoriusz III 1793 |
| Król Nawarry                   | - 1710 Ludwik XV 1774 |
| Król Norwegii                  | - 1746 Fryderyk V 1766 |
| Sułtan Omanu                   | - 1749 Ahmad ibn Sa’id 1783 |
| Elektor Palatynatu             | - 1742 Karol IV Teodor 1799 |
| Papież                         | - 1758 Klemens XIII 1769 |
| Książę Parmy i Piacenzy        | - 1748 Filip 1765 - 1765 Ferdynand 1802 |
| Król Portugalii                | - 1750 Józef 1777 |
| Król w Prusach                 | - 1740 Fryderyk II Wielki 1772 |
| Car Rosji                      | - 1762 Katarzyna II Wielka 1796 |
| Cesarz Rzymski (niemiecki)     | - 1745 Franciszek I Lotaryński 1765 - 1765 Józef II Habsburg 1790                                                                                          |
| Kapitanowie Regenci San Marino | - 1764 Giovanni Antonio Leonardelli Marino Martelli 1765 - 1765 Filippo Manenti Marc' Antonio Tassini 1765 - 1765 Francesco Begni Francesco Benedetti 1766 |
| Elektor Saksonii               | - 1763 Fryderyk August III 1806 |
| Król Sardynii                  | - 1730 Karol Emanuel III 1773 |
| Król Szwecji                   | - 1751 Adolf Fryderyk 1771 |
| Król Tajlandii                 | - 1758 Suriyamarin 1767 |
| Sułtan Turków                  | - 1757 Mustafa III 1774 |
| Doża Wenecji                   | - 1763 Alvise Giovanni Mocenigo 1779 |
| Król Węgier                    | - 1740 Maria Teresa 1780 |
| Monarcha Wielkiej Brytanii     | - 1760 Jerzy III 1820 |
| Premier Wielkiej Brytanii      | - 1763 George Grenville 1765 - 1765 Charles Watson-Wentworth 1766                                                                                          |

Rok 1765 / MDCCLXV
stulecia: XVII wiek ~
XVIII wiek ~
XIX wiek

lata: 1755 «
1760 «
1761 «
1762 «
1763 «
1764 «
1765
» 1766
» 1767
» 1768
» 1769
» 1770
» 1775

## Wydarzenia w Polsce
- 15 marca – król Stanisław August Poniatowski założył Szkołę Rycerską w Warszawie.
- 7 maja – król Stanisław August Poniatowski ustanowił Order Świętego Stanisława.
- 1 czerwca – król Stanisław August Poniatowski powołał Komisję Dobrego Porządku dla Starej i Nowej Warszawy.
- 19 listopada – król Stanisław August Poniatowski otworzył w Warszawie pierwszą scenę publiczną, od 1807 nazywaną Teatrem Narodowym.
- 18 grudnia – Tadeusz Kościuszko wstąpił do „Korpusu Kadetów” Szkoły Rycerskiej w Warszawie.

- Mandat królewski o przeniesieniu z Wawelu do Warszawy archiwum koronnego, tzw. Archiwum Skarbca Koronnego.
- Zaczyna ukazywać się Monitor.

## Wydarzenia na świecie
- 22 marca – brytyjski parlament uchwalił ustawę o pieczęciach, nakładającą podatki na trzynaście kolonii w Ameryce Północnej.
- 3 maja – w Filadelfii założono pierwszą amerykańską szkołę medyczną.
- 7 maja – zwodowano brytyjski żaglowiec HMS Victory.
- 18 maja – wielki pożar Montrealu.
- 18 sierpnia – Józef II został cesarzem rzymskim.

- Władze brytyjskie kupiły od księcia Altholl suwerenność Wyspy Man za 70.000 funtów i roczną pensję.

## Urodzili się
- 2 lutego - Ray Greene, amerykański polityk, senator ze stanu Rhode Island (zm. 1849)
- 24 lutego - Kazimierz Małachowski, polski generał (zm. 1845)
- 7 marca – Joseph Nicéphore Niépce, francuski fizyk, współwynalazca dagerotypii (zm. 1833)
- 5 kwietnia - Ignacy Matthy, polski duchowny katolicki, biskup chełmiński (zm. 1832)
- 6 kwietnia – Karol Feliks, król Sardynii (zm. 1831)
- 21 sierpnia – Wilhelm IV, król Wielkiej Brytanii i Hanoweru (zm. 1837)
- 28 sierpnia – Tadeusz Czacki herbu Świnka w Porycku na Wołyniu (zm. 1813)
- 5 września - John Gaillard, amerykański polityk, senator ze stanu Karolina Południowa (zm. 1826)
- 18 września – Grzegorz XVI, papież (zm. 1846)
- 22 września - Daniel Steibelt, niemiecki kompozytor i pianista (zm. 1823)
- 30 września – Karl Ludwig Harding, niemiecki astronom (zm. 1834)
- 10 listopada - Stanisław Węgrzecki, polski prawnik, polityk, prezydent Warszawy (zm. 1845)
- 27 listopada – Joanna Antyda Thouret, francuska zakonnica, święta katolicka (zm. 1826)
- 19 grudnia – Dominik Henares, hiszpański dominikanin, misjonarz, biskup, męczennik, święty katolicki (zm. 1838)

- data dzienna nieznana: 
  - Sanktus Huré, francuski duchowny katolicki, męczennik, błogosławiony (zm. 1792)

## Zmarli
- 14 marca – Elżbieta Drużbacka, polska poetka (ur. 1698)
- 17 marca – Paweł Antoni Fontana, włoski architekt doby późnego baroku w Polsce (ur. 1696)
- 31 marca – Anna Konstancja Cosel, faworyta króla Polski i elektora Saksonii Augusta Mocnego (ur. 1680)
- 15 kwietnia – Michaił Łomonosow (ros. Михаил (Михайло) Васильевич Ломоносов), rosyjski uczony i poeta (ur. 1711)
- 18 sierpnia – Franciszek I Stefan, cesarz rzymski (ur. 1708)
- 14 października – Michał Pilchowski, polski duchowny luterański (ur. ok. 1695)
- 20 grudnia – Ludwik Ferdynand Burbon, Delfin Francji (ur. 1729)

## Święta ruchome
- Tłusty czwartek: 14 lutego
- Ostatki: 19 lutego
- Popielec: 20 lutego
- Niedziela Palmowa: 31 marca
- Wielki Czwartek: 4 kwietnia
- Wielki Piątek: 5 kwietnia
- Wielka Sobota: 6 kwietnia
- Wielkanoc: 7 kwietnia
- Poniedziałek Wielkanocny: 8 kwietnia
- Wniebowstąpienie Pańskie: 16 maja
- Zesłanie Ducha Świętego: 26 maja
- Boże Ciało: 6 czerwca